# Evolution (album des Boyz II Men)
Pour les articles homonymes, voir Évolution.
Albums de Boyz II Men
The Remix Collection
(1995) The Ballad Collection
(2000)
Evolution est le troisième album studio (et le quatrième au total) du groupe de RnB/quiet storm Boyz II Men, sorti en septembre 1997. Cet album sera le dernier avec le label Motown Records. Une version espagnole de cet album sortira sous le nom de Evolución.

## Histoire
Le 20 aout 1997, Boyz II Men organisa une conférence de presse pour parler de leur premier album depuis II qui sortit en 1993. Ils expliquèrent qu'ils ressentaient une forte pression considérant le succès de leurs deux premiers albums qui furent conjointement vendus à plus de 30 millions d'exemplaires à travers le monde.
Avec Evolution, ils travaillèrent avec leurs collaborateurs habituels, dont Jimmy Jam & Terry Lewis, et Babyface. Ils produisirent régulièrement dans des émissions américaines dont The Rosie O'Donnell Show, The Oprah Winfrey Show, The Tonight Show avec Jay Leno, The Vibe Show, The Keenen Ivory Wayans Show, MTV Live et d'autres.
L'album sorti le 23 septembre et ce soir là, Boyz II Men signa des exemplaires de l'album au Virgin Megastore de New York. Evolution atteignit directement la première place du classement Billboard 200 avec 215 000 copies vendues la première semaine de sa sortie. L'album débuta aussi à la première place des classements d'album RnB. Cependant l'album ne resta qu'une semaine à la première place et quitta rapidement les classements. Evolution se vendit à deux millions d'exemplaires aux États-Unis et à plus de 4 millions d'exemplaires à travers le monde, une déception comparativement aux succès des deux précédents albums studio, Cooleyhighharmony et II. Ceci serait notamment dû à une faible promotion de l'album par le label Motown Records. Cependant, Evolution ne reçut pas non plus de bonnes critiques de la part des critiques musicales. En octobre 1998, Boyz II Men voyagea au Japon et en Europe pour faire la promotion de leur album puis, continuèrent en effectuant la tournée de l'album : l' Evolution Tour.

## Singles
Le premier single extrait de l'album, 4 Seasons of Loneliness, sorti en août 1997. Cette chanson fut la plus grosse entrée jamais réalisées par les Boyz II Men dans le Billboard Hot 100. Il se positionna directement à la seconde place, derrière le titre de Mariah Carey Honey.
La semaine suivante, il devint numéro 1 mais fut détrôné la semaine suivante par la chanson-hommage d'Elton John à Lady Diana, Candle in the Wind. 4 Seasons of Loneliness devint le sixième single de platine des Boyz II Men.
Plus tard cette année-là, le second single, A Song for Mama sortit et fut utilisé dans la bande originale du film Soul Food. Le single atteignit la 7e place du Billboard Hot 100 et la première place du classement des Singles RnB, faisant des Boyz II Men le premier groupe de l'histoire à obtenir sept singles de platine aux États-Unis.

## Liste des titres
1. "Doin' Just Fine" (Produit par Shawn Stockman)
2. "Never" (Produit par Babyface)
3. "4 Seasons of Loneliness" (Produit par Jimmy Jam & Terry Lewis)
4. "Girl in the Life Magazine" (Produit par Babyface)
5. "A Song for Mama" (Produit par Babyface)
6. "Can You Stand the Rain" (Produit par Boyz II Men)
7. "Can't Let Her Go (Produit par Sean Combs)
8. "Baby C'mon" (Produit par Keith Crouch)
9. "Come On" (Produit par Sean Combs)
10. "All Night Long" (Produit par Keith Crouch)
11. "Human II (Don't Turn Your Back on Me)" (Produit par Jimmy Jam & Terry Lewis)
12. "To the Limit" (Produit par Sean Combs)
13. "Dear God" (Produit par Boyz II Men)
14. "Just Hold On" (Edition Japonaise) (Produit par Babyface)
15. "Can't Let Her Go" (Mix Original avec Driver) (Piste Bonus pour la version française) (Produit par Sean Combs)
16. "Wishes"

## Position dans les classements

### Album
| Année | Classement    | Position |
| ----- | ------------- | -------- |
| 1997  | Billboard 200 | 1        |

### Singles
| Année | Chanson                   | Hot R&B Singles | Billboard Hot 100 |
| ----- | ------------------------- | --------------- | ----------------- |
| 1997  | "4 Seasons of Loneliness" |                 | 1                 |
| 1997  | "A Song for Mama"         | 1               | 7                 |